# Paschenova série
Paschenova série je sérií spekter tvořených v důsledku emise  fotonů přes  elektron z atomu vodíku přecházející z vyššího orbitalu na orbital 3. 
Sérii jako první objevil Němec Friedrich Paschen v roce  1908. 
Vlnové délky této řady jsou 820,4 nm až 1875,1 nm. Všechny jsou v infračervené oblasti spektra.